# Diant
|  | Si cercau personatges de l'antiga Grècia, vegeu Diant (fill de Pèlops) o Diant d'Efes |

Diant és un municipi francès, situat al departament de Sena i Marne i a la regió de Illa de França. L'any 2007 tenia 208 habitants.
Forma part del cantó de Nemours, del districte de Provins i de la Comunitat de comunes del Pays de Montereau.

## Demografia

### Població
El 2007 la població de fet de Diant era de 208 persones. Hi havia 88 famílies, de les quals 28 eren unipersonals (4 homes vivint sols i 24 dones vivint soles), 24 parelles sense fills, 32 parelles amb fills i 4 famílies monoparentals amb fills.
La població ha evolucionat segons el següent gràfic:
Habitants censats

### Habitatges
El 2007 hi havia 118 habitatges, 91 eren l'habitatge principal de la família, 23 eren segones residències i 4 estaven desocupats. 116 eren cases i 2 eren apartaments. Dels 91 habitatges principals, 82 estaven ocupats pels seus propietaris, 4 estaven llogats i ocupats pels llogaters i 5 estaven cedits a títol gratuït; 5 tenien dues cambres, 13 en tenien tres, 29 en tenien quatre i 44 en tenien cinc o més. 67 habitatges disposaven pel capbaix d'una plaça de pàrquing. A 36 habitatges hi havia un automòbil i a 43 n'hi havia dos o més.

### Piràmide de població
La piràmide de població per edats i sexe el 2009 era:
| Homes | Edats   | Dones |
| ----- | ------- | ----- |
| 0     | 95 o +  | 0     |
| 0     | 90 a 94 | 0     |
| 1     | 85 a 89 | 0     |
| 0     | 80 a 84 | 1     |
| 3     | 75 a 79 | 4     |
| 6     | 70 a 74 | 7     |
| 9     | 65 a 69 | 6     |
| 3     | 60 a 64 | 6     |
| 9     | 55 a 59 | 5     |
| 7     | 50 a 54 | 11    |
| 7     | 45 a 49 | 6     |
| 8     | 40 a 44 | 7     |
| 5     | 35 a 39 | 12    |
| 7     | 30 a 34 | 4     |
| 3     | 25 a 29 | 2     |
| 5     | 20 a 24 | 2     |
| 11    | 15 a 19 | 4     |
| 7     | 10 a 14 | 5     |
| 6     | 5 a 9   | 7     |
| 1     | 0 a 4   | 2     |

## Economia
El 2007 la població en edat de treballar era de 145 persones, 107 eren actives i 38 eren inactives. De les 107 persones actives 96 estaven ocupades (52 homes i 44 dones) i 11 estaven aturades (4 homes i 7 dones). De les 38 persones inactives 9 estaven jubilades, 16 estaven estudiant i 13 estaven classificades com a «altres inactius».

### Ingressos
El 2009 a Diant hi havia 84 unitats fiscals que integraven 199 persones, la mediana anual d'ingressos fiscals per persona era de 21.872 €.

### Activitats econòmiques
Dels 5 establiments que hi havia el 2007, 1 era d'una empresa alimentària, 1 d'una empresa de construcció, 1 d'una empresa d'hostatgeria i restauració, 1 d'una empresa de serveis i 1 d'una entitat de l'administració pública.
L'únic servei als particulars que hi havia el 2009 era un paleta.
L'any 2000 a Diant hi havia 8 explotacions agrícoles.

## Poblacions més properes
El següent diagrama mostra les poblacions més properes.